# Yano (Fußballspieler)
Yano (bürgerlich Adriano Belmiro Duarte Nicolau; * 8. Juli 1992 in Saurimo) ist ein angolanischer Fußballspieler, der aktuell bei Atlético Petróleos Luanda in der angolanischen Girabola spielt.

## Verein
Yano stammt aus der Jugend des Vereins Kabuscorp FC do Palanca. Von 2012 bis 2019 spielte er dann für den Erstligaklub Progresso do Sambizanga aus der Hauptstadt Luanda. Gleich im ersten Jahr wurde er mit 14 Treffern in der Liga Torschützenkönig. Im Sommer 2019 folgte dann der Wechsel zum Ligarivalen Atlético Petróleos.

## Nationalmannschaft
Seit 2012 spielt Yano für die angolanische A-Nationalmannschaft. In 31 Begegnungen gelangen ihm bisher vier Treffer.